# 五十目秀兼
五十目 秀兼（いそのめ ひでかね）は、戦国時代の武将。檜山安東氏の家臣。出羽国砂沢城主。

## 生涯
安東愛季の直臣。天正10年（1582年）に浅利勝頼が謀反を起こした際、後任の比内代官として浅利氏の居城である大館城に入った。
天正16年（1588年）に秋田実季の命で八郎潟地方の統治を任され、砂沢城（五城目城）を築いた。またこの時に、地名に因んで五十目氏を名乗ったとされる。
しかし同年中に実季と不和になり、南部信直に内応し南部氏を比内地方に引き入れた。大館城には北信愛が城代に入った。